# Provincia di Ravenna
La provincia di Ravenna è una provincia italiana dell'Emilia-Romagna di 387 512 abitanti,  confinante a nord con la provincia di Ferrara, a ovest con la città metropolitana di Bologna, a sud con la Toscana (città metropolitana di Firenze) e con la provincia di Forlì-Cesena, a est con il mare Adriatico.

## Storia
La provincia di Ravenna venne istituita nel 1859, con decreto dittatoriale di Carlo Farini, in previsione dell'annessione dell'Emilia al Regno di Sardegna; era suddivisa nei circondari di Ravenna, di Faenza e di Lugo.

Nel 1884 cedette alla provincia di Bologna i comuni di Castel del Rio, Fontana Elice e Tossignano.

Primo stemma della provincia, in uso dal 1898 fino al 1933

### Simboli

Gonfalone della provincia

Lo stemma,  concesso con regio decreto del 28 marzo 1938, ha la seguente blasonatura:
Il gonfalone, concesso con regio decreto del 4 giugno 1938, consiste in un drappo azzurro.
La bandiera, concessa con D.P.R. del 6 novembre 2008, è costituita da un drappo di rosso con la bordatura di azzurro, caricato dello stemma provinciale.

## Geografia fisica

### Territorio
Situata lungo la costa romagnola, comprende territori di natura assai eterogenea che includono zone costiere, zone pianeggianti e zone di montagna nell'entroterra.
L'idrografia della zona è complessa dovutamente al fatto che il territorio costiero della pianura padana è il risultato di continue bonifiche avvenute nel corso dei secoli di quella che in tempi remoti era un'enorme laguna che formava un tutt'uno con quelle di Grado, Marano, Venezia e le vicinissime Valli di Comacchio con cui il territorio confina.
Tale peculiarità è ciò che oggi caratterizza il paesaggio e la fauna avicola, soprattutto quella delle zone costiere dove tutt'oggi sono rimaste delle importanti zone umide di carattere lagunare. Della bonifica del Reno ottenuta deviando il corso d'acqua che alimentava una zona umida molto più estesa di quella attuale nel letto dell'antico ramo primario del Po oggi rimangono la Valle Mandriole e la Piallassa della Baiona e Risega. Non meno importanti le valli dell'Ortazzo e Ortazzino che rimangono dalla bonifica della valle Standiana, anch'esse annoverate tra le zone umide importanti d'Italia.

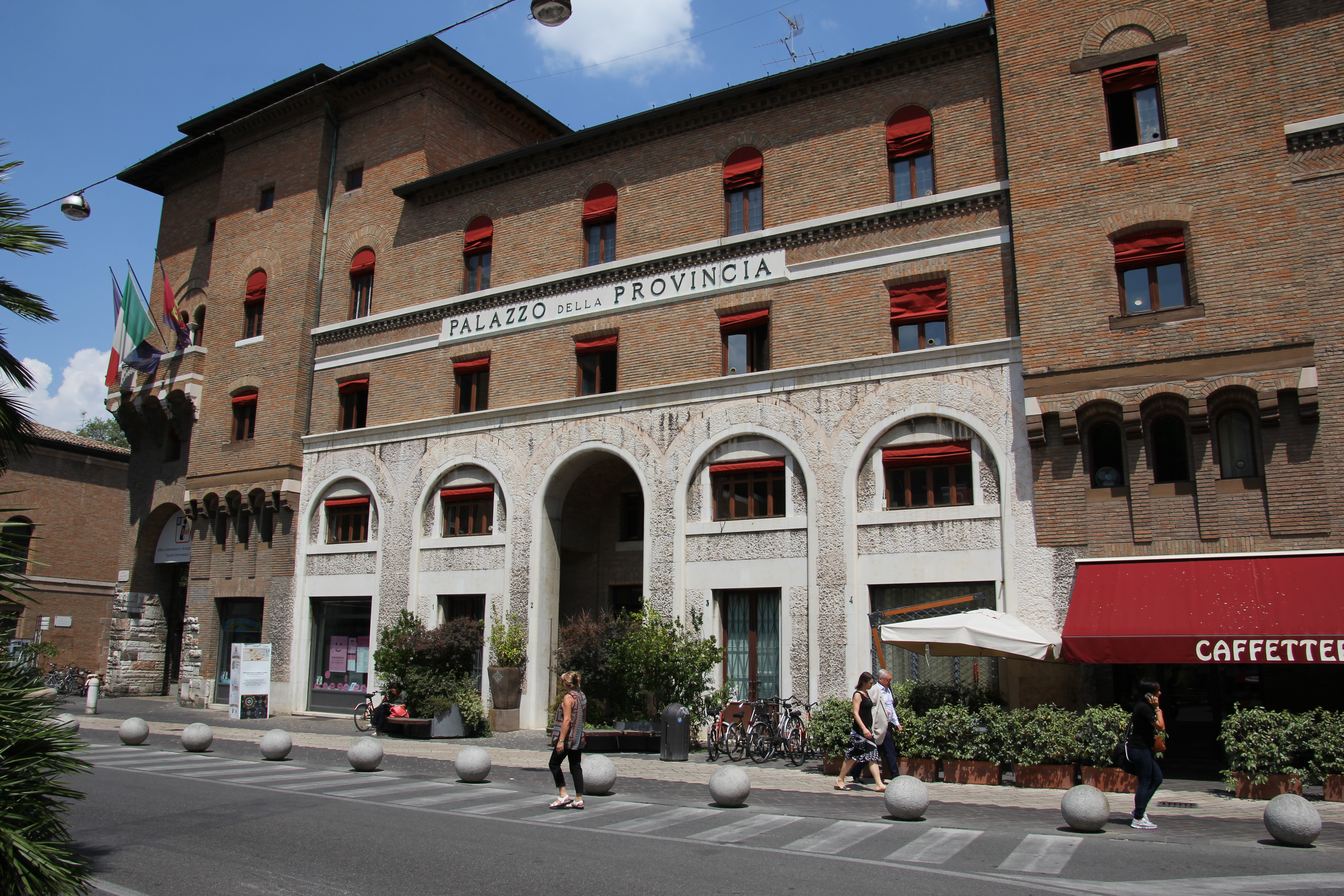
La sede dell'amministrazione provinciale

Passando nell'entroterra il territorio assume caratteristiche sempre più padane fino al raggiungimento della zona pedemontana occupata dai territori di Faenza e Castel Bolognese salendo fino all'estremo confine con la Toscana nelle zone dei comuni di Brisighella e Casola Valsenio che sono i comuni più distanti dalla costa. L'altitudine massima è raggiunta dal monte Macchia dei Cani (968 m), ai confini tra Casola Valsenio e Palazzuolo sul Senio.

### Idrografia
- Reno
- Lamone
- Senio
- Fiumi Uniti
  - Montone
  - Ronco
- Bevano
- Savio

Degni di menzione sono il canale navigabile Candiano o Corsini, scavato artificialmente nel XVIII secolo, che collega la città di Ravenna al mare e costituisce parte integrante del sistema portuale, e il canale Naviglio-Zanelli, iniziato nel 1778 e inaugurato il 20 gennaio del 1783, che collega Faenza al fiume Reno e quindi al mare, passando per Bagnacavallo, e che costituisce ad oggi una delle vie d'acqua più importanti della provincia nonché uno degli assi strutturanti il territorio.

### Costa
La riviera romagnola è famosa per il porto di Ravenna che costituisce un punto di riferimento logistico per lo scambio di merci e materie prime via mare. Escludendo la zona del porto tuttavia la costa è fondamentalmente formata da un litorale sabbioso piuttosto omogeneo, separato dall'entroterra da una pineta di pini domestici (Pinus pinea L.) che si estende dai lidi di Comacchio fino alle località balneari del lembo di costa forlivese che separa la provincia di Ravenna da quella di Rimini. Caratteristiche sono le dune della spiaggia della Bassona, presso Lido di Dante.

### Clima
Il clima della provincia tende ad essere subcontinentale nelle aree interne, mentre lungo la costa vi è un'influenza marittima, seppur relativa, ma con alti tassi di umidità relativa.
L'inverno è generalmente freddo, talvolta rigido in presenza di nebbia persistente da inversione termica e durante le irruzioni di aria polare pilotate dai venti di bora, quando sono possibili anche fenomeni nevosi.
La primavera e l'autunno sono particolarmente miti, ma a tratti anche moderatamente piovose; l'estate è generalmente calda e afosa, con leggera brezza lungo la costa.

## Infrastrutture e trasporti

### Strade
Le principali comunicazioni stradali che fendono la provincia sono costituite dal raccordo A14 dir che si dirama dall'autostrada A14 tra i caselli di Imola e Faenza in direzione Ravenna percorrendo un tracciato di circa 26 km che interessa le località di Lugo, Cotignola e Bagnacavallo; dalla SS 9 Via Emilia che dal confine verso Imola attraversa le città di Castel Bolognese e Faenza fino al confine con il comune di Forlì: lo stesso comune è direttamente raggiungibile percorrendo la SS 67 Tosco-Romagnola che nel tratto Forlì-Ravenna prende il nome di "Ravegnana"; la SS 16 "Adriatica" che dal ferrarese si estende verso la costa interessando principalmente le località di Lavezzola, Voltana, Alfonsine, Mezzano, Ravenna, e progressivamente verso le principali località balneari a sud del capoluogo quali Savio, Lido di Classe e l'agglomerato di Lido di Savio, Milano Marittima e Cervia, Pinarella, Tagliata fino al confine con Cesenatico; la SS 309 "Romea" che collega Ravenna ai lidi nord come Marina Romea e Casal Borsetti e interessa anche la zona di Mandriole fino a raggiungere il confine con la provincia di Ferrara presso Lido di Spina al primo imbocco delle Valli di Comacchio; la SS 253 "San Vitale" che collega Ravenna a Bologna interessando le località di Russi, Bagnacavallo, Lugo e Massa Lombarda. Infine la strada SS 610 "Selice" che collega Imola alla SS 16 "Adriatica" nella località di Lavezzola.

### Linee ferroviarie
Le linee ferroviarie principali che interessano la provincia di Ravenna sono la tratta che collega Bologna a Rimini che interessa le località di Castel Bolognese e Faenza, la tratta Ferrara-Rimini che nella tratta a sud di Ravenna collega quasi tutte le località turistiche a sud della città, compresa Cervia e il parco dei divertimenti di Mirabilandia (stazione di Lido di Classe-Lido di Savio); la tratta in direzione Ferrara invece serve tutte le località a nord-ovest tra cui Mezzano, Alfonsine, Voltana e Lavezzola. Per completare il quadro dei trasporti il collegamento tra Ravenna e Bologna è servito dal compromesso di treni che percorrono la tratta diretta tra Ravenna e Castel Bolognese che interessa anche Lugo, Bagnacavallo e Russi e la tratta tra Ravenna e Faenza che attraverso Granarolo Faentino si ricongiunge con Russi.
Da citare anche la Ferrovia Faentina, che, attraversando l'appennino tosco-romagnolo, collega Faenza con Firenze in circa due ore, attraversando i paesi di Brisighella, Marradi e Borgo San Lorenzo. Per completare il quadro del trasporto persone è in esercizio la Ferrovia Lavezzola-Lugo che collega i comuni del lughese con Lugo e, tramite la diramazione Lugo-Granarolo, a Faenza, interessando le località di Cotignola, Sant'Agata sul Santerno, Massa Lombarda e Conselice.
Non meno importanti sono le tratte che collegano il sistema ferroviario di Ravenna al porto; grazie al raddoppio della tratta per Russi si sono compiuti notevoli passi avanti nel collegamento tra l'Interporto di Bologna e lo scalo merci di Ravenna che hanno ridato vita alla piattaforma logistica.

### Trasporto navale
Grazie all'istituzione delle linee ad alta velocità che collegano Ravenna alla Croazia è possibile attraversare l'Adriatico in sole due ore in aliscafo con collegamenti garantiti per Venezia, Rovigno, Lussino e Pola.

### Aviazione
Dal punto di vista aereo la provincia non è ben servita: le principali aviosuperfici sono costituite dall'aeroporto di Lugo e da quello di Ravenna che tuttavia sono frequentati solo da aerei di piccola stazza ad uso degli aeroclub locali e di voli strettamente privati o turistici. I collegamenti più vicini risultano pertanto essere quelli degli aeroporti di Bologna, Forlì e Rimini, che costituiscono le principali vie di comunicazione aerea nazionale e internazionale della zona.
Sul territorio ravennate è presente anche un aeroporto militare in località Pisignano, nel comune di Cervia, che ospita le attività del 15º Stormo CSAR (Combat Search and Rescue) che qui opera dal 5 ottobre 2010. In particolare, nella base di Cervia vi sono gli elicotteri HH-3F del 83º Gruppo CSAR, che ha servizi di ricerca e soccorso degli equipaggi di volo in difficoltà, concorrendo, inoltre, ad attività di pubblica utilità quali la ricerca di dispersi in mare o in montagna, il trasporto sanitario d'urgenza di ammalati in pericolo di vita ed il soccorso di traumatizzati gravi. 
Nella base di Cervia ha operato fino al giugno 2010 il Reparto di Volo 23º Gruppo Caccia con i velivoli F16 "Fighting Falcon".

## Sfruttamento del territorio

### Naturale
Il territorio è sfruttato prevalentemente ad uso agricolo e forestale, ampie sono le aree protette del Parco del Delta del Po come le oasi di Punte Alberete, le zone umide, le pinete costiere. Di particolare menzione sono le antiche saline presso Cervia, tutt'oggi in funzione, dove si estrae un sale di ottima qualità sin dai tempi dell'antica Roma. Di rilievo anche le cave di sabbia e ghiaia nella zona di S. Bartolo.

### Agricolo
La campagna invece risulta coltivata prevalentemente a frutta nelle zone pianeggianti del comune di Ravenna, mentre i vitigni sono diffusi nelle zone verso Faenza e Lugo dove di particolare rilevanza vi sono le coltivazioni delle uve Albana e Sangiovese, i vitigni autoctoni quali il Burson e il Famoso nella zona di Bagnacavallo e il Centesimino, ossia la denominazione locale che viene data al Sauvignon rosso autoctono della zona di Oriolo dei Fichi presso Faenza. Sono di particolare rilievo anche le produzioni di olio di oliva della zona di Brisighella, in cui viene prodotto l'omonimo olio a denominazione di origine protetta. Il resto della campagna è coltivato prevalentemente a frutta del periodo estivo. L'industria agricola per la lavorazione della frutta ha il suo polo primario a Massa Lombarda, sede dell'omonima azienda produttrice di succhi di frutta.

### Industriale
Presso le principali località sono site zone produttive di vario livello: di particolare menzione sono la zona industriale sita presso il porto di Ravenna che ospita tra le principali industrie chimiche e metalmeccaniche del panorama industriale italiano quali il gruppo Marcegaglia, Versalis (ex. complesso Enichem), Bunge (ex. Cereol del Gruppo Ferruzzi), nonché alcuni cantieri navali come la ditta Rosetti Marino e i cantieri nautici Dellapasqua.
Particolarmente importante è l'industria di estrazione del gas metano del quale Ravenna è uno dei principali centri di estrazione di tutta Italia. Sempre presso il porto industriale è presente tutto l'indotto di aziende che si occupano della manutenzione delle piattaforme di estrazione.
Altrettanto rilevante il polo di produzione della ceramica presso Faenza. Sempre presso Faenza è d'interesse la presenza di un polo come la Minardi che, oltre al team di Formula 1, opera prevalentemente nella lavorazione della fibra di carbonio.

## Cultura

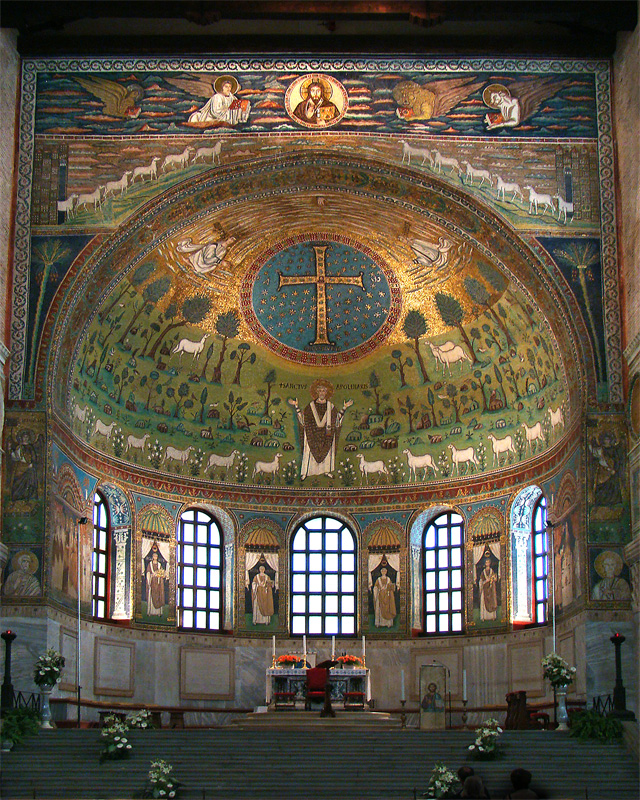
L'abside della basilica di Sant'Apollinare in Classe

L'aspetto più rilevante della cultura locale è rappresentato dalla città di Ravenna, universalmente nota per la ricchezza del patrimonio artistico di mosaici paleocristiani e bizantini risalenti al V e VI secolo; dal 1996 ben otto monumenti ravennati sono stati inseriti nella Lista del Patrimonio Mondiale Unesco.
Da segnalare la città di Faenza dove si trova il museo internazionale delle ceramiche. Di particolare interesse sono anche gli edifici neoclassici quali ad esempio Palazzo Milzetti, oggi museo del neoclassico in Romagna, e la Villa Rotonda dei Laderchi, in località Castel Raniero. Annualmente i rioni cittadini si sfidano in occasione della rievocazione storica del Palio del Niballo.
Tra le altre mete turistiche della provincia sono da ricordare il borgo medievale di Brisighella, il centro storico di Bagnacavallo con la "piazza Nuova", "il Cardello" (casa natale di Alfredo Oriani) a Casola Valsenio, i pavimenti della Villa Romana ed il seicentesco Palazzo San Giacomo a Russi.

### Musei
La provincia di Ravenna è ricca di musei, la maggior parte dei quali sono ricompresi nel Sistema Museale della Provincia di Ravenna, nato nel 1997 per valorizzare questo patrimonio provinciale.

## Turismo e strutture ricettive
La maggior parte delle strutture turistiche sono condensate nella zona della costa, la riviera romagnola costituisce una meta storica della tradizione italiana sin dai tempi del ventennio fascista in cui vennero create le prime colonie giovanili. Nel 1992 è sorto adiacente al bacino della Standiana il parco divertimenti di Mirabilandia.

## Gastronomia
La peculiarità della zona è la forte influenza del mare che influenza anche le località più interne nell'arte della preparazione del pesce, piuttosto diffusa in tutta la provincia.

La gastronomia locale è la stessa che accomuna quasi tutta la Romagna, la piadina romagnola è uno dei cibi più famosi. Altrettanto diffusi sono i salumi quali il prosciutto crudo, il salame tipico romagnolo, la mortadella, i ciccioli verdi e la coppa di testa che costituiscono, assieme al formaggio squacquerone, l'accompagnamento tipico della piadina.

### Primi piatti
Anche nel ravennate esiste una cultura del formaggio grana: tipicamente i cappelletti romagnoli sono un tortello di pasta ripieno di un composto di grana, uova e ricotta o formaggio campagnolo (localmente detto anche furmai murbi ovvero formaggio morbido) e noce moscata.
Altrettanto tipiche sono le lasagne al forno, parimenti diffuse nelle Marche e nel resto dell'Emilia-Romagna, i curzoli (curzùl) ovvero una specie di spaghetto a pasta dura poco lavorata e la pasta all'uovo condita con ragù, prevalentemente composto da carne macinata di maiale e di manzo.

### Secondi
La tipica grigliata di carne mista comprende vari tagli di carne suina, castrato (agnellone), bistecca alla fiorentina; viene sovente abbinata alla piadina romagnola ed al vino Sangiovese.

### Vini
I vini tipici sono quelli di produzione tipicamente romagnola come:
- Il trebbiano
- L'albana
- Il sangiovese
- La Cagnina che si ottiene dal vitigno Terrano
- Il Bursòn che si ottiene dall'omonimo vitigno
- Il Centesimino ovvero Sauvignon rosso
- Il Famoso (anche diffuso con il nome commerciale di rambèla) che si ottiene dall'omonimo vitigno
- Il Pagadebit

## Comuni
Appartengono alla provincia di Ravenna i seguenti 18 comuni:
- Alfonsine
- Bagnacavallo
- Bagnara di Romagna
- Brisighella
- Casola Valsenio
- Castel Bolognese
- Cervia
- Conselice
- Cotignola
- Faenza
- Fusignano
- Lugo
- Massa Lombarda
- Ravenna
- Riolo Terme
- Russi
- Sant'Agata sul Santerno
- Solarolo

### Comuni più popolosi
| Pos. | Comune           | Abitanti | Stemma |
| ---- | ---------------- | -------- | ------ |
| 1    | Ravenna          | 157 920  |        |
| 2    | Faenza           | 58 250   |        |
| 3    | Lugo             | 31 734   |        |
| 4    | Cervia           | 28 535   |        |
| 5    | Bagnacavallo     | 16 592   |        |
| 6    | Russi            | 12 089   |        |
| 7    | Alfonsine        | 11 659   |        |
| 8    | Massa Lombarda   | 10 428   |        |
| 9    | Conselice        | 9 680    |        |
| 10   | Castel Bolognese | 9 539    |        |

## Unioni di comuni
Le due unioni di comuni sono:
- Unione dei comuni della Bassa Romagna, composta dai comuni di Alfonsine, Bagnacavallo, Bagnara di Romagna, Conselice, Cotignola, Fusignano, Lugo (sede amministrativa dell'unione), Massa Lombarda, Sant'Agata sul Santerno;
- Unione della Romagna Faentina, composta dai comuni di Brisighella, Casola Valsenio, Castel Bolognese, Faenza (sede amministrativa dell'Unione), Riolo Terme e Solarolo.